# Ziczacella hirayamella
Ziczacella hirayamella är en insektsart som först beskrevs av Matsumura 1932.  Ziczacella hirayamella ingår i släktet Ziczacella och familjen dvärgstritar. Inga underarter finns listade i Catalogue of Life.